# 뷰티풀 보이 (2018년 영화)
《뷰티풀 보이》(영어: Beautiful Boy)는 2018년 개봉한 미국의 전기 드라마 영화이다. 펠릭스 판흐루닝언이 감독하고 각본을 썼으며, 스티브 커렐, 티모시 샬라메, 모라 티어니, 에이미 라이언, 티머시 허턴과 케이틀린 디버가 출연한다.
2018 토론토 국제 영화제에서 전세계 최초로 상영되었으며, 2018년 10월 12일 아마존 스튜디오 배급으로 개봉되었다.

## 시놉시스
이 영화는 약물 중독으로 힘들어 하는 아들 닉(티모시 샬라메)를 사랑으로 보살피는 아버지 데이비드(스티브 커렐)의 눈을 통해 약물 중독으로부터 회복 되는 과정을 그리고 있다.

## 출연진
- 스티브 커렐 - 데이비드 셰프 역, 닉의 아버지
- 티모시 샬라메 - 닉 셰프 역
  - 닉 딜런 그라처 - 12세 닉 셰프
  - 재커리리프킨 - 8세 닉 셰프
  - 쿠에 로렌스 - 4~6세 닉 셰프
- 모라 티어니 - 카렌 바버 역, 데이비드의 아내이자 닉의 의붓 어머니로 재스퍼와 데이지의 어머니
- 에이미 라이언 - 비키 셰프 역, 닉의 어머니이자 데이비드의 전 아내
- 케이틀린 디버 - 로렌 역
- 앤드레 로요 - 스펜서 역, 닉 셰프의 후원자
- 티모시 허턴 - 닥터 브라운 역
- 리사 게이 해밀튼 - 로즈 역
- 에이미 포사이스 - 다이앤 역
- 크리스찬 콘베리 - 재스퍼 셰프 역, 데이비드의 아들이자 닉의 이복남동생
- 오클리 불 - 데이지 셰프 역, 데이비드의 딸이자 닉의 이복여동생
- 스테파니 스콧 - 줄리아 역
- 리키 로우 - 데스티니 역

## 제작
2008년 파라마운트 픽처스와 플랜 B 엔터테인먼트는 데이비드 셰프가 쓴 뷰티풀 보이: 약물 중독에 빠진 아들을 구하려는 한 가족의 끝없는 사랑 이야기와 그의 아들 닉 셰프의 회고록 Tweak: Growing Up on Methamphetamine에 대한 판권을 획득했다고 발표했다. 스튜디오와 프로듀서는 아들의 하향 나선을 막기 위해 무력한 아버지를 다루고 젊은 중독자의 관점에서 약물 중독에 관한 영화를 제작하기 위해 최근에 출판 된 서적을 사용하겠다고 발표했다. 2011년에는 작가 겸 감독 캐머런 크로가 이 책을 기반으로 한 대본을 썼음이 발표되었다. 1년 후, TheWrap는 크로가 자신이 각본을 쓴 로맨스 영화 《알로하》를 연출한다고 발표하였고, 파라마운트가 제작에서 손을 뗀 후 리젠시 엔터프라이즈가 이 프로젝트에 참여하게 되었다.
2013년 12월, 마크 월버그가 크로 감독과 함께 아버지의 역할을 연기하는 프로젝트가 돌고 있다고 보고 되었다. 2015년 버라이어티는 벨기에 출신 감독 펠릭스 판흐루닝언이 호주 출신의 작가 루크 데이비스가 쓴 새로운 대본으로 감독 역할을 인수했다고 발표했다. 2017년 1월, 스티브 커렐과 윌 폴터가 각각 아버지와 아들 역할로 캐스팅되었다. 2017년 2월, 아들 역할이 폴터에서 티모시 샬라메로 바뀌었다. 2017년 3월, 에이미 포사이스, 리키 로, 에이미 라이언, 모라 티어니, 케이틀린 디버, 티머시 허턴이 합류했다. 같은 달, 리사 게이 해밀턴이 합류했다. 2017년 4월, 크리스찬 콘베리가 합류했다. 같은 달, 앤드레 로요가 합류했다.
본 촬영은 2017년 3월 27일부터 5월 중순까지 로스앤젤레스와 샌프란시스코에서 이루어졌다.

## 개봉
2018년 10월 12일 아마존 스튜디오 배급으로 개봉되었다.

## 같이 보기
- 바스켓볼 다이어리
- 벤 이즈 백